# Удалов, Иван Иванович (Герой Советского Союза)
Иван Иванович Удалов (1924—1944) — младший лейтенант Рабоче-крестьянской Армии, участник Великой Отечественной войны, Герой Советского Союза (1944).

## Биография
Иван Удалов родился в 1924 году в селе Шейно (ныне — Пачелмский район Пензенской области). Окончил семь классов школы. В 1942 году был призван на службу в Рабоче-крестьянскую Красную Армию; окончил Сызранское танковое училище. С марта 1944 года — на фронтах Великой Отечественной войны, командовал орудием 1451-го самоходно-артиллерийского полка 25-го танкового корпуса 13-й армии 1-го Украинского фронта. Отличился во время освобождения Львовской области Украинской ССР.
В период с 15 по 27 марта 1944 года Удалов со своим экипажем участвовал в боях под городом Броды, уничтожив 6 танков, 1 артиллерийское орудие, 4 миномёта и большое количество солдат и офицеров противника. 28 марта 1944 года, замаскировав свою самоходку в районе населённого пункта Бяла, он неожиданно атаковал противника, подбив 6 его танков. В том бою Удалов погиб. Похоронен в городе Броды.
Указом Президиума Верховного Совета СССР от 23 сентября 1944 года младший лейтенант Иван Удалов посмертно был удостоен высокого звания Героя Советского Союза. Также посмертно был награждён орденом Ленина.